# Eleazar Albin
Pour les articles homonymes, voir Albin.

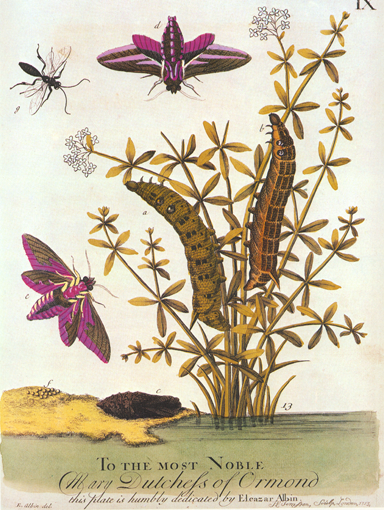
Chenilles, papillons et ichneumon, planche extraite d’History of Insects (1720).

On ne connaît que peu de choses de la vie d’Eleazar Albin, sa date de naissance est inconnue et celle de sa mort, en 1741 ou 1742, n'est guère précise.

## Biographie
C'est un spécialiste du pastel qui enseigne le dessin et la peinture. On ne connaît de lui que des illustrations d'ouvrages d'histoire naturelle. Il illustre de nombreux thèmes naturels comme les oiseaux, les insectes, les araignées ou les poissons.
Son premier livre est A Natural History of English Insects dont la publication commence en 1714.
Les trois volumes de A Natural History of Birds sont publiés en 1731, 1734 et 1738. Ce livre est illustré de plus de 300 gravures sur cuivre d'inégale qualité. Les espèces figurées sont souvent nouvelles, ce qui fait toute l'importance de ce livre.
Il connaît peu les oiseaux, l'essentiel des informations qu'il cite provenant de l’Ornithologiae de Francis Willughby parfois en commettant des erreurs.  Bien qu'il affirme avoir réalisé ses illustrations d'après le vivant, certains oiseaux sont clairement morts au moment où il les peint.
Ce livre sera traduit et adapté en français en 1750 par W. Derham (La Haye).
Il fait paraître en 1736, A Natural History of Spiders, and other Curious Insects, où il illustre 180 araignées différentes.
Après le succès de ce livre, Albin réalise un second livre d'ornithologie, A Natural History of English Song Birds (1737).